# ولید الکرتی
ولید الکرتی (انگلیسی: Walid El Karti؛ زادهٔ ۲۳ ژوئیهٔ ۱۹۹۴) بازیکن فوتبال اهل مراکش است.
از باشگاه‌هایی که در آن بازی کرده‌است می‌توان به باشگاه فوتبال الوداد کازابلانکا و باشگاه فوتبال المپیک خریبکه اشاره کرد.
وی همچنین در تیم ملی فوتبال مراکش بازی کرده‌است.